# Little Plastic Castle
Little Plastic Castle és el vuitè àlbum d'estudi de la cantant i compositora Ani DiFranco publicat al 1998.
És l'àlbum de DiFranco que ha assolit el rànquing més alt a la llista Billboard 200, arribant a la posició 22, sent present un total de 10 setmanes a la llista.
La cançó «Glass House» li va reportar la segona nominació consecutiva a Millor interpretació vocal femenina de rock als Premis Grammy del 1998.
Jon Hassell, trompetista nord-americà que ha treballat entre d'altres amb Brian Eno, Talking Heads i Peter Gabriel, col·labora amb el solo de «Pulse», cançó de 14 minuts amb la que finalitza el disc.
L'any 2023 es va publicar una versió remasteritzada del CD i, per primera vegada, una versió en vinil per celebrar el 25è aniversari del llançament original. Tots dos formats inclouen tres temes extres, que son versions alternatives de tres de les cançons del disc; «Gravel», «As Is» i «Two Little Girls».

## Llista de cançons
Totes les cançons foren escrites i compostes per Ani DiFranco. 
| Núm. | Títol                   | Durada |
| ---- | ----------------------- | ------ |
| 1.   | «Little Plastic Castle» | 4:03   |
| 2.   | «Fuel»                  | 4:01   |
| 3.   | «Gravel»                | 3:32   |
| 4.   | «As Is»                 | 4:06   |
| 5.   | «Two Little Girls»      | 4:57   |
| 6.   | «Deep Dish»             | 3:38   |
| 7.   | «Loom»                  | 2:51   |
| 8.   | «Pixie»                 | 4:25   |
| 9.   | «Swan Dive»             | 6:28   |
| 10.  | «Glass House»           | 5:18   |
| 11.  | «Independence Day»      | 3:44   |
| 12.  | «Pulse»                 | 14:16  |

| 13. | «Gravel (Bed tracks)»           | 3:39 |
| 14. | «As Is (Bed tracks)»            | 4:14 |
| 15. | «Two Little Girls (Bed tracks)» | 4:44 |

### Reedició en vinil (2023)
| 1. | «Little Plastic Castle» | 4:03 |
| 2. | «Fuel»                  | 4:01 |
| 3. | «Gravel»                | 3:32 |
| 4. | «As Is»                 | 4:06 |
| 5. | «Two Little Girls»      | 4:57 |

| 6.  | «Deep Dish»   | 3:38 |
| 7.  | «Loom»        | 2:51 |
| 8.  | «Pixie»       | 4:25 |
| 9.  | «Swan Dive»   | 6:28 |
| 10. | «Glass House» | 5:18 |

| 11. | «Independence Day» | 3:44  |
| 12. | «Pulse»            | 14:16 |

| 13. | «Gravel (Bed tracks)»           | 3:39 |
| 14. | «As Is (Bed tracks)»            | 4:14 |
| 15. | «Two Little Girls (Bed tracks)» | 4:44 |

## Personal
- Ani DiFranco – veu, guitarra tenor, guitarra acústica, guitarra elèctrica, teclats, guitarra baríton, pedals de baix, bateria, percussió, Morse, concertina
- Andy Stochansky – bateria, veu de fons, kit, tambor parlant
- Jason Mercer – baix, contrabaix, veu de fons
- Sara Lee – baix
- Jerry Marotta – bateria
- John Mills – saxòfon baríton, saxòfon
- Gary Slechta – trompeta
- Jon Blondell – trombó
- Andrew Gilchrist – sintetitzador, harmònium
- Mark Hallman – veu de fons a «Deep Dish»
- Pat Martin Bradley – veu de fons a «Deep Dish»
- Jon Hassell – trompeta a «Pulse»

### Producció
- Producció – Ani DiFranco
- Enginyeria – Andrew Gilchrist, Mark Hallman, Bob Doidge
- Mescla – Ani DiFranco, Andrew Gilchrist
- Masterització – Chris Bellman
- Fotografia – Asia Kepka, Albert Sanchez

## Llistes
| Llista (1998)            | Posició |
| ------------------------ | ------- |
| Australian Albums (ARIA) | 57      |
| US Billboard 200         | 22      |